# Junri Namigata
Junri Namigata (波形純理:Koshigaya, 5 de Julho de 1982) é uma tenista profissional japonesa, ja foi 146° em simples e 109 em duplas pela WTA.

## WTA e WTA 125 Series Finais

### Duplas: 2 (1–1)
| Legenda                                      |
| -------------------------------------------- |
| Grand Slam (0–0)                             |
| WTA Tour (0–0)                               |
| Tier I / Premier Mandatory & Premier 5 (0–0) |
| Tier II / Premier (0–0)                      |
| Tier III, IV & V / International (0–1)       |
| WTA 125s (1–0)                               |

| Resultado | N. | Data           | Torneio            | Piso | Parceira         | Oponentes              | Placar        |
| --------- | -- | -------------- | ------------------ | ---- | ---------------- | ---------------------- | ------------- |
| Vice      | 1. | 7 Outubro 2007 | Bangkok, Tailândia | Duro | Ayumi Morita     | Sun Tiantian Yan Zi    | w/o           |
| Campeã    | 1. | 27 Julho 2014  | Nanchang, China    | Duro | Chuang Chia-jung | Chan Chin-wei Xu Yifan | 7–6(7–4), 6–3 |